# 尤里卡鎮區 (堪薩斯州賴斯縣)
尤里卡鎮區（英語：Eureka Township）為美國堪薩斯州賴斯縣轄下的鎮區。2010年美国人口普查中此鎮區人口有52人。

## 地理
尤里卡鎮區涵蓋總面積為94.8平方（36.60平方英里），其中陸地面積為94.8平方（36.60平方英里），水域面積為0平方（0.00平方英里）或0.00%。

## 人口統計
根據2010年美國人口普查，尤里卡鎮區人口有52人，其中男性有28人，女性有24人，人口密度為每平方公里0.55人，住房計29戶。鎮區內的白人有44人，非裔美國人有1人，美洲原住民有0人，亞裔美國人有0人，太平洋島裔美國人有0人，其他種族有7人，混血種族則有0人。此外鎮區內有8人為西班牙裔或拉丁裔美國人。此鎮區之年齡中位數為51.0歲，而男性年齡中位數為53.0歲，女性年齡中位數為46.5歲。

## 交通

### 主要公路
- 4號堪薩斯州州道